# Hushang Mirza
Farhang Hushang Mirza (in persiano هوشنگ میرزا‎, anche Hoshang Mirza; Burhanpur, marzo 1604 – Lahore, 2 febbraio 1628) è stato un principe indiano, figlio di Daniyal Mirza e nipote di Akbar, terzo imperatore Moghul.
Nel 1628, dopo essersi opposto alla salita al trono di suo cugino Shah Jahan, fu da questi giustiziato insieme al suo fratellastro Tahmuras Mirza.  

## Biografia
Hushang Mirza nacque nel marzo 1604 a Burhanpur, da Daniyal Mirza, uno dei figli dell'imperatore Moghul Akbar, e una delle sue consorti, una principessa indiana di Bhojpur, figlia di Raja Dalpat Ujjainiya. Era l'ultimo figlio di suo padre e rimase di lui orfano quando aveva poco più di un anno, nell'aprile 1605. All'inizio dell'anno seguente morì anche suo nonno Akbar, e suo zio Jahangir divenne il nuovo imperatore, che si occupò subito di far scortare alla sua corte di Agra le mogli e i figli del defunto Daniyal, inviando loro a Burhanpur il suo medico personale, Muqarrab Khan. Una volta lì, Jahangir prese a servizio il figlio maggiore, Tahmuras, e affidò le donne e gli altri bambini, due maschi, Hushang e Baisungar, e quattro femmine, alle sue sorelle.  
Nel luglio 1610, Jahangir sconvolse la corte affidando Hushang e i suoi fratelli a due gesuiti, Jerome Xavier e Emmanuel Pinheiro, perché gli educassero al cristianesimo. Le comunità gesuite, perlopiù portoghesi, erano presenti in India da diversi decenni, coltivando un rapporto altalenante col governo Moghul, ma le comunità di convertiti erano piccole e isolate. Alla cerimonia era presente anche William Hawkins, rappresentante della britannica Compagnia delle Indie Orientali, che scrisse che, secondo lui, quell'atto privo di precedenti era motivato dalla volontà di Jahangir di rimuovere pacificamente i nipoti dalla successione al trono, essendo i Moghul tradizionalmente islamici. Thomas Roe, rappresentante di Giacomo I d'Inghilterra, credeva invece che Jahangir intendesse con quel gesto allearsi col Portogallo, magari chiedendo una moglie in cambio dei nipoti. Tre mesi dopo i tre principi, insieme a un lontano cugino, nipote di Hakim Mirza, attraversarono Agra in processione, dal palazzo alla Chiesa di Akbar, dove vennero fatte loro indossare croci d'oro e furono battezzati con nomi cristiani: Hushang divenne Enrico, Tahmuras divenne Filippo, Baisungar divenne Carlo e il quarto principe Duarte. Tuttavia, quattro anni dopo, una volta che Jahangir ebbe ratificato la sua successione, i quattro rinunciarono al cristianesimo e tornarono all'Islam, con grande delusione dei loro maestri, che scrissero che "avevano rifiutato la luce per tornare al loro vomito".   
Fra il 1620 e il 1625 Hushang e Tahmuras vennero affidati alla tutela del loro cugino, Khurram Shah Jahan, figlio e presunto erede al trono di Jahangir, ma, non trovandosi bene, i due approfittarono dell'assenza di Khurram, in rotta con suo padre, e raggiunsero Jahangir a Lahore. Jahangir li riaccolse a corte e diede loro in moglie, rispettivamente, sua nipote Hoshmand Banu Begum e sua figlia Bahar Banu Begum.     
Alla fine del 1627 Jahangir morì e Hushang, insieme ai suoi fratelli, venne coinvolto nelle lotte per la successione. Il primogenito Shah Jahan fu infatti avversato dalla consorte principale di Jahangir, Nur Jahan, che sostenne Shahryar Mirza, figlio minore di Jahangir e genero di Nur Jahan come marito della figlia di primo letto. Hushang e i suoi fratelli si dichiararono anch'essi per Shahryar, mentre il ministro Asaf Khan, leale a Shah Jahan, occupò il trono nominando come imperatore-fantoccio uno dei nipoti di Jahangir, Dawar Bakhsh, cognato di Hushang, in attesa dell'arrivo del legittimo erede. Nel gennaio 1628, l'esercito di Shahryar, guidato da Baisungar, fu sconfitto in una singola carica lungo il Ravi da quello di Lahore inviato da Asaf Khan. I congiurati furono catturati e accecati e Shah Jahan, informato dell'esito, decretò fossero messi a morte. Nella notte del 2 febbraio 1628, Hushang, Tahmuras, Shahryar e perfino Dawar Bakhsh e suo fratello minore Garshasp, ritenuti parimenti colpevoli di usurpazione, furono decapitati e le loro teste inviate a Shah Jahan. Resta invece ignoto il fato di Baisungar.     